# Што више то боље (филм из 2003)
Што више то боље (енгл. Cheaper by the Dozen) амерички је породично-хумористички филм из 2003. године редитеља Шона Ливија и главне улоге играју Стив Мартин и Бони Хант. Филм је издат 25. децембра 2003. године, дистрибутера 20th Century Fox-а, и зарадио је 190,2 милиона америчких долара широм света насупрот буџета од 40 милиона америчких долара. Критички консензус Rotten Tomatoes критикује недостатак хумора. Наставак, Што више то боље 2, издат је 21. децембра 2005. године у Сједињеним Државама.
Представља римејк истоименог филма из 1950. Оба филма су инспирисана породицом Гилбрет из стварног живота и полу-аутобиографским приказом њихових живота које су написали у књизи Што више то боље Франк Банкер Гилберт Млађи и његова сестра Ернестин Гилбрет Кери.

## Радња
Том Бејкер је фудбалски тренер колеџа у Мидланду, где је подигао дванаесторо деце. Његова супруга, Кејт, написала је своју причу у књизи и нада се да ће је послати својој пријатељици да изда књигу. Једног дана, Том неочекивано прима понуду од свог старог пријатеља и фудбалског саиграча Шејка Макгвајера за тренера у својој алма матер у родном граду Еванстону. Том прихвата понуду иако су деца против тога и захтевају да се ствар стави на гласање. Том пристаје на гласање, али им на крају каже да ће учинити оно што мисли да је најбоље за породицу, што љути децу. Чарли не жели да напусти свој дом и своју девојку Бет, а млађа деца такође не желе да напусте пријатеље које имају у Мидланду. Атмосфера у новој кући Бејкерових је напета, а ситуација у школи је још гора јер су и Марк и Чарли малтретирани. Породица тада упознаје своје комшије Шејкове које чине Бил, Тина и њихов син Дилан и он позива децу на рођендан.
Када њена књига буде спремна за издање, Кејт мора кренути на националну турнеју по сајмовима књига како би је промовисала. Том одлучује да запосли најстарије породично дете, Нору и њеног самообожавајућег дечка, манекена/глумца, Хенка, који ће му помоћи да се брине о деци. Када Нора и Хенк стигну, деца гурају Хенка у њихов дечји базен пун прљаве воде. Док се Хенк тушира и чека да му се одећа опере и осуши, деца му натапају доњи веш у месо. Касније, када се Хенк придружи свима на ручку, деца пусте породичног пса Ганера на њега, што га је навело да одбије да помогне у чувању деце. Као резултат тога, фрустрирана Нора одвезла се с Хенком, док Том укинда дечји џепарац због њихове подвале.
Након што Кејт одлази на турнеју књиге, Том схвата да након хаотичне ноћи не може сам да се носи са децом. Као резултат тога, Том покушава да запосли домаћицу, али нико није вољан да ради са великом породицом као што су Бејкерови, па Том одлучује да доведе фудбалере са посла у породичну кућу за вежбање игре у дневној соби како би се припремили за фудбалску утакмицу у суботу увече док деца обављају кућне послове и игре у домаћинству. Међутим, деца почињу да стварају проблеме у школи, укључујући и млађу децу која су се свађала са Марковим насилницима који су му пре неки дан сломили наочаре, а Кајл и Најџел су повредили своју учитељицу бацајући јој ствари. Због овога (а деца не раде своје послове и ствари измичу контроли), Том одлучује да приземљи децу (осим Чарлија, Лорејн и Норе) и забрани им да присуствују Дилановој рођенданској забави. Али Сара их води на забаву, а да Том то не зна. Док разговара о плановима са фудбалерима, Том је чуо људе како вриште на забави јер се показало да је један од поклона змија са Диланом који је повређен. Након што је фрустриран и носталгичан за Чарлсом избаченим из фудбалског тима, посвађао се с Томом, рекавши да је то био само Том, а не породица. Том тада сазнаје да се Хенк ушуњао и преспавао, супротно јасним породичним правилима, а Хенк признаје да не жели да има децу и да очекује да ће и Нора мислити исто, што је узнемирава. Кејт чује од деце о хаосу и отказује обилазак књиге како би преузела ситуацију. Кејтин издавач одлучује да направи додатну промоцију за њену књигу позивајући Опру Винфри да уместо њих сними део о Бејкеровима.
Упркос великом подучавању Кејт, Бејкерови нису у стању да покажу љубавну, снажно повезану породицу коју је Кејт описала у својој књизи. Када Маркова жаба угине, покушава да им саопшти лоше вести. Сара га хладно подсећа да никога није брига, ово се показало као последња кап за Марка, јер жестока борба избија неколико тренутака пре почетка сегмента, наводећи сниматеље да позову Винфријеву да откаже снимање. Марк бежи од куће, терајући Бејкерове да га пронађу. Када Хенк одбије да помогне и Нора коначно види да су њена браћа и сестре били у праву у вези с њим, она раскида са њим и придружује се потрази, и подсећа Тома како је као дете бежала од куће у Чикаго, своје омиљено место на свету. Том тада попушта слутњи да Марк покушава побећи назад до старе куће Бејкерових у Мидланду и на крају га затекне у возу Amtrak-а који полази из Чикага за Мидланд. Поново се окупљајући са остатком породице, Бејкерови почињу да се међусобно баве својим проблемима, а Том на крају даје оставку на место у својој алма матер са Шејком како би више времена провео код куће са својом породицом. Филм се затим завршава тако што пекари заједно славе Божић и лустер у њиховој дневној соби се разбија.

## Улоге

### Бејкерови
- Стив Мартин као Том Бејкер, Кејтин супруг и отац 12. деце
- Бони Хант као Кејт Бејкер, Томова супруга и мајка 12. деце
- Пајпер Перабо као Нора Бејкер, Томова и Кејтина најстарија ћерка
- Том Велинг као Чарли Бејкер, Томов и Кејтин најстарији син
- Хилари Даф као Лорејн Бејкер, Томова и Кејтина ћерка
- Кевин Шмит као Хенри Бејкер, Томов и Кејтин син
- Алисон Стоунер као Сара Бејкер, Томова и Кејтина ћерка
- Џејкоб Смит као Џејк Бејкер, Томов и Кејтин син
- Форест Ландис као Марк Бејкер, Томов и Кејтин син
- Лилијана Мами као Џесика Бејкер, Томова и Кејтина ћерка, Кимина старија сестра  близнакиња
- Морган Јорк као Ким Бејкер, Томова и Кејтина најмлађа ћерка, Џесикина млађа сестра близнакиња
- Блејк Вудраф као Мајк Бејкер, Томов и Кејтин син
- Брент Кинсман као Кајл Бејкер, Томов и Кејтин син, Најџелов старији брат идентични близанац
- Шејн Кинсман као Најџел Бејкер, Томов и Кејтин најмлађи син, Кајлов млађи брат идентични близанац

### Други
- Пола Маршал и Алан Рак као Тина и Бил Шенк, нове комшије Бејкерових
- Стивен Ентони Лоренс као Дилан Шенк, Тинин и Билов син
- Ричард Џенкинс као Шејк Макгвајер, Томов колега и пријатељ
- Ештон Кучер као Хенк, Норин лењи дечко који мрзи децу (некредитован)
- Тифани Дипон као Бет, Чарлијева девојка
- Коди Линли као Квин
- Џаред Падалеки као неименовани насилник (некредитовани камео)
- Џоел Макрари као Гил
- Дакс Шепард као члан камермана
- Риџис Филбин као он
- Кели Рипа као она
- Франк Велкер као глас Ганера, пас кућни љубимац Бејкерових (некредитован)
- Вејн Најт као електричар (некредитовани камео)
- Ејми Хил као госпођица Хози, Кајлова и Најџелова учитељица (некредитована)

Редитељ филма Шон Ливи има камео улогу као репортер.